# Крюкова, Ирина Васильевна
Ири́на Васи́льевна Крю́кова — российский лингвист, доктор филологических наук (2004). Профессор кафедры языкознания Волгоградского государственного социально-педагогического университета (2008). Область научных интересов: рекламные имена, топонимы, имена собственные в различных сферах коммуникации, стилистика русского языка и риторика.

## Биография
В 1979 году окончила русско-английское отделение историко-филологического факультета Волгоградского государственного педагогического института им. А. С. Серафимовича.
С января 1981 года по настоящее время работает в Волгоградском государственном социально-педагогическом университете.
В 1993 году защитила кандидатскую диссертацию на тему «Пограничные разряды ономастики в современном русском языке» (научный руководитель — проф. В. И. Супрун). В 2004 году защитила докторскую диссертацию «Рекламное имя: от изобретения до прецедентности» (научный консультант — проф. В. И. Шаховский).
В 2007 году читала курс лекций по ономастике в Венском экономическом университете.
В 2008 году присуждено учёное звание профессора. Член редколлегии журнала «Известия ВГСПУ» (серия «Филологические науки»), член диссертационного совета ВГСПУ.